# Willy Logan
William Frederick "Willy" Logan (* 15. März 1907 in Saint John; † 6. November 1955 in Sackville) war ein kanadischer Eisschnellläufer.
Logan wurde in den Jahren 1921 und 1922 kanadischer Juniorenmeister und siegte sechsmal bei kanadischen Maritime-Meisterschaften. Bei seinen ersten Olympischen Winterspielen im Februar 1928 in St. Moritz belegte er den 29. Platz über 500 m, den 21. Rang über 1500 m, sowie den 11. Platz über 500 m. Vier Jahre später holte er bei den Olympischen Winterspielen in Lake Placid über 1500 m und 5000 m jeweils die Bronzemedaille. Zudem lief er beim 500-m-Lauf auf den fünften Platz. Im Jahr 1975 wurde er in die New Brunswick Sports Hall of Fame aufgenommen.

## Persönliche Bestleistungen
| Disziplin | Zeit       | Datum            | Ort        |
| --------- | ---------- | ---------------- | ---------- |
| 500 m     | 45,2 s     | 11. Februar 1928 | St. Moritz |
| 1500 m    | 2:35,6 min | 11. Februar 1928 | St. Moritz |
| 5000 m    | 9:58,3 min | 1928             |            |